# Nallıhan
Nallıhan là một huyện thuộc tỉnh Ankara, Thổ Nhĩ Kỳ. Huyện có diện tích 1973 km² và dân số thời điểm năm 2007 là 31768 người, mật độ 16 người/km².